# デリバティブ・マーケット
『デリバティブ・マーケット』は、日経CNBCで毎週月曜から金曜日（市場休場日除く）に放送されている経済ニュース番組。

## 放送時間
月曜日 - 金曜日
- 初回：17:00 - 17:15
- 再放送：19:40 - 19:55（2013年3月までは20:06 - 20:20）

## メインキャスター
- 河野恵
- 改野由佳